# Lijst van voetbalinterlands Madagaskar - Zimbabwe
Deze lijst van voetbalinterlands is een overzicht van alle officiële voetbalwedstrijden tussen de nationale teams van Madagaskar en Zimbabwe. De landen hebben tot op heden zeven keer tegen elkaar gespeeld. De eerste wedstrijd, een kwalificatiewedstrijd voor de Afrika Cup 1986, vond plaats op 3 maart 1985 in Antananarivo. Het laatste duel, een groepswedstrijd tijdens de COSAFA Cup 2017, werd gespeeld in Phokeng (Zuid-Afrika) op 28 juni 2017.

## Wedstrijden
| № | Plaats       | Datum         | Competitie                   | Wedstrijd             | Uitslag |
| - | ------------ | ------------- | ---------------------------- | --------------------- | ------- |
| 1 | Antananarivo | 3 maart 1985  | Afrika Cup 1986 kwalificatie | Madagaskar − Zimbabwe | 0 − 1   |
| 2 | Harare       | 24 maart 1985 | Afrika Cup 1986 kwalificatie | Zimbabwe − Madagaskar | 5 − 2   |
| 3 | Antananarivo | 2 juni 1996   | WK 1998 kwalificatie         | Madagaskar − Zimbabwe | 1 − 2   |
| 4 | Harare       | 16 juni 1996  | WK 1998 kwalificatie         | Zimbabwe − Madagaskar | 2 − 2   |
| 5 | Maputo       | 28 april 2007 | COSAFA Cup 2007              | Madagaskar − Zimbabwe | 0 − 1   |
| 6 | Windhoek     | 13 juni 2016  | COSAFA Cup 2016              | Madagaskar − Zimbabwe | 0 − 0   |
| 7 | Phokeng      | 28 juni 2017  | COSAFA Cup 2017              | Zimbabwe − Madagaskar | 0 − 0   |

## Samenvatting
| Competitie              | Totaal gespeeld | Winst Madagaskar | Gelijk | Winst Zimbabwe | Doelsaldo Madagaskar – Zimbabwe |
| ----------------------- | --------------- | ---------------- | ------ | -------------- | ------------------------------- |
| WK-kwalificatie         | 2               | 0                | 1      | 1              | 3 − 4                           |
| Afrika Cup-kwalificatie | 2               | 0                | 0      | 2              | 2 − 6                           |
| COSAFA Cup              | 3               | 0                | 2      | 1              | 0 − 1                           |
| Totaal                  | 7               | 0                | 3      | 4              | 5 − 11                          |

FMF · A-internationals · Malagassisch vrouwenelftal
1960 – 1969 ·
1970 – 1979 ·
1980 – 1989 ·
1990 – 1999 ·
2000 – 2009 ·
2010 – 2019 ·
2020 − 2029
1963 ·
1964 ·
1965 ·
1966 · 
1967 ·
1968 ·
1969 · 
1970 · 
1971 · 
1972 ·
1973 · 
1974 ·
1975 ·
1976 ·
1977 ·
1978 · 
1979 ·
1980 · 
1981 · 
1982 ·
1983 · 
1984 ·
1985 · 
1986 ·
1987 ·
1988 ·
1989 ·
1990 ·
1991 ·
1992 ·
1993 ·
1994 · 
1995 ·
1996 ·
1997 ·
1998 ·
1999 · 
2000 · 
2001 · 
2002 · 
2003 · 
2004 · 
2005 · 
2006 · 
2007 · 
2008 · 
2009 · 
2010 · 
2011 · 
2012 · 
2013 ·
2014 ·
2015 ·
2016 ·
2017 ·
2018 ·
2019 ·
2020 ·
2021 ·
2022 ·
2023 ·
2024
Algerije ·
Angola ·
Benin ·
Botswana ·
Burkina Faso ·
Burundi ·
Centraal-Afrikaanse Republiek ·
Comoren ·
Congo-Brazzaville ·
Congo-Kinshasa ·
Egypte ·
Equatoriaal-Guinea ·
Ethiopië ·
Gabon ·
Gambia ·
Ghana ·
Guinee ·
Iran ·
Ivoorkust ·
Kaapverdië ·
Kameroen ·
Kenia ·
Kosovo ·
Lesotho ·
Liberia ·
Luxemburg ·
Malawi · 
Mali · 
Mauritanië ·
Mauritius · 
Mozambique · 
Namibië · 
Niger ·
Nigeria · 
Oeganda · 
Rwanda ·
Sao Tomé en Principe ·
Senegal ·
Seychellen · 
Soedan ·
Swaziland · 
Tanzania · 
Togo · 
Tsjaad ·
Tunesië · 
Zambia · 
Zimbabwe · 
Zuid-Afrika
ZFA ·
Bondscoaches ·
Selecties · 
Topscorers · 
Zimbabwaans vrouwenelftal
1980 – 1989 · 
1990 – 1999 · 
2000 – 2009 · 
2010 – 2019 ·
2020 − 2029
1980 · 
1981 · 
1982 · 
1983 · 
1984 · 
1985 · 
1986 · 
1987 · 
1988 · 
1989 · 
1990 · 
1991 · 
1992 · 
1993 · 
1994 · 
1995 · 
1996 · 
1997 · 
1998 · 
1999 · 
2000 · 
2001 · 
2002 · 
2003 · 
2004 · 
2005 · 
2006 · 
2007 · 
2008 · 
2009 · 
2010 · 
2011 · 
2012 · 
2013 · 
2014 ·
2015 ·
2016 ·
2017 ·
2018 · 
2019 ·
2020 ·
2021 ·
2022 ·
2023
Algerije ·
Angola ·
Australië ·
Bahrein ·
Benin ·
Bosnië en Herzegovina · 
Botswana ·
Brazilië · 
Burkina Faso ·
Burundi ·
Centraal-Afrikaanse Republiek ·
China ·
Comoren ·
Congo-Brazzaville ·
Congo-Kinshasa ·
Djibouti ·
Egypte ·
Eritrea ·
Ethiopië ·
Gabon ·
Ghana ·
Guinee ·
Indonesië ·
Ivoorkust ·
Jordanië ·
Kaapverdië ·
Kameroen ·
Kenia ·
Koeweit ·
Lesotho ·
Liberia ·
Libië ·
Madagaskar ·
Malawi ·
Mali ·
Marokko ·
Mauritanië ·
Mauritius ·
Mozambique ·
Namibië ·
Nigeria ·
Oeganda ·
Oman ·
Rwanda ·
Qatar ·
Saoedi-Arabië ·
Senegal ·
Seychellen ·
Soedan ·
Somalië ·
Swaziland ·
Tanzania ·
Togo ·
Tunesië ·
Vietnam ·
Zaïre ·
Zambia ·
Zuid-Afrika · 
Zwitserland